# Postident
Die Postident-Verfahren sind Methoden der persönlichen Identifikation von Personen, die durch die   Deutsche Post AG vorgenommen werden. Die Verfahren wurden zur Gewährleistung der Auflagen des Geldwäschegesetzes eingeführt, das Banken gesetzlich verpflichtet, die Identität des Kunden bei der Kontoeröffnung festzuhalten. Man spricht beim Postident-Verfahren auch von einer unpersönlichen Legitimationsprüfung.
Das in einer Postfiliale durchgeführte Verfahren ist jedoch nicht auf Banken beschränkt, sondern kann etwa auch in Verbindung mit dem Signaturgesetz eingesetzt werden oder zur Zusendung von Unterlagen an einen Vertragspartner inklusive Unterzeichnung eines Dokuments dienen.

## Arten

### Postident-Verfahren
Die Deutsche Post AG bietet folgende Postident-Verfahren an:
- Postident durch Postfiliale (vor 2015 – ehemals: Postident Basic) – Paketshop ist nicht ausreichend – dient zur Identifikation von Personen in den Filialen der Deutschen Post nach den Vorgaben des Geldwäschegesetzes.
- Postident durch Postboten (vor 2015 – ehemals: Postident Comfort) bietet zusätzlich zu Postident durch Postfiliale die Übergabe eines Briefes sowie die Identifikation durch den Zusteller.
- Postident durch Postboten + Unterschrift (vor 2015 – ehemals: Postident Special) bietet die Identifikation durch einen Zusteller sowie die Übergabe eines personalisierten Dokuments zur Unterschrift ohne vollständige Datenübernahme vom Ausweis.
- Postident durch Videochat ermöglicht seit 2015 die Identifikation von Personen, ohne dass diese eine Filiale aufsuchen müssen. Der Ausweis wird durch ein Call-Center der Deutschen Post im Videochat gesichtet.
- Postident durch Online-Ausweisfunktion kann mit der Postident App oder der AusweisApp2 durchgeführt werden.[1]

### Ehemalige Postident-Verfahren
- Der Postident für Trustcenter diente zur Identifikation von Personen nach den Vorgaben des Signaturgesetzes durch einen zertifizierten Prozess. Dieses Postident-Verfahren wurde eingestellt.

## Ablauf
Unternehmen (meistens Banken, aber auch Mobilfunkanbieter) gehen hierbei ein Vertragsverhältnis mit der Deutschen Post AG ein und erhalten hierfür eine Kundennummer zur Abrechnung.
- In der Variante Postident durch Postfiliale erstellt das Unternehmen für die Kunden dann in der Regel einen Postident-Coupon mit individuell festgelegter Referenznummer für die firmeninterne Zuordnung der Identifizierungsunterlage. In einer Filiale der Deutschen Post AG legt der Kunde seinen Personalausweis oder Reisepass vor. Postident kann in Postfilialen und -agenturen mit elektronischem Postschalter angenommen und verarbeitet werden und steht somit in fast allen Postfilialen zur Verfügung. Der Mitarbeiter scannt den Ausweis mit einem Flachbettscanner mithilfe einer Software der Bundesdruckerei, vergleicht und ergänzt die erfassten Daten. Die Daten und der Ausweisscan werden anschließend auf einem in Deutschland befindlichen Server der Deutschen Post abgelegt und können vom Auftraggeber abgefragt werden. Die Software prüft den Ausweis auf Echtheit, kann aber nur maschinenlesbare Ausweise mit bestimmten Mindeststandards verarbeiten. Der Kunde kann die Daten auf dem Multifunktionsterminal (Kartenlesegerät) gegenlesen und unterschreibt elektronisch auf dem Bildschirm. Der Mitarbeiter bestätigt die Angaben am Ende durch die Eingabe seiner persönlichen PIN zur Kassenkarte. Seit Oktober 2020 gibt es das Postident nur noch ohne Formularandruck.
- In den Varianten Postident durch Postboten bzw. Postident durch Postboten + Unterschrift findet die Legitimierung durch den Postboten vor Ort beim Empfänger statt. Dies ist insbesondere bei Postident durch Postboten kritisch, da hier wirksam Verträge abgeschlossen werden können.
- Bei der Variante Postident durch Videochat entfällt ebenso das Aufsuchen einer Deutsche-Post-Filiale. Stattdessen kann sich eine Person über einen Videochat mit einem Call-Center-Mitarbeiter der Deutschen Post identifizieren. Bei diesem Verfahren, das mit Hilfe der Postident durch Videochat-App auch auf Mobilgeräten möglich ist, wird das Ausweisdokument über die Gerätekamera eingesehen und ein Ausweis-Foto gespeichert. Durch die abschließende Eingabe einer SMS-Transaktionsnummer (mTAN) wird der Identifizierungsprozess abgeschlossen.
- Das Postident durch neuen Personalausweis-Verfahren können diejenigen durchführen, die über einen elektronischen Personalausweis (nPA) mit aktivierter eID-Funktion verfügen. Die Identifizierung erfolgt durch das Hochladen von Dokumentkopien und dem Auslesen der Ausweisdaten. Nach einem Abgleich mit postalischen Adressinformationen erfolgt die Bereitstellung der benötigten Daten an den Auftraggeber in digitaler Form.

Das Postident-Verfahren ist in der Regel für den Kunden kostenfrei. Die Abrechnung der Kosten erfolgt zwischen der Deutsche Post AG und ihrem Vertragspartner oder Auftraggeber.

## Postident durch deutsche Botschaften
Früher konnte das Postident-Verfahren auch durch deutsche Botschaften durchgeführt werden. Nach Änderung der Gesetzeslage können Botschaften jedoch bis auf Weiteres keine Identitätsprüfungen nach dem Geldwäschegesetz (z. B. im Rahmen von Kontoeröffnungen und Kreditaufnahmen) mehr vornehmen.

## Zusatzleistungen
Unternehmen, die bei Postident durch Postboten + Unterschrift ein zu unterzeichnendes Dokument mitsenden, müssen dieses zuvor einmalig von der Deutschen Post genehmigen lassen. Dies soll vermeiden, dass den Kunden unzumutbare Verträge vorgelegt werden können. Des Weiteren ist vorgeschrieben, dass die Personen vorab über die anstehende Identifizierung zu informieren sind und die gegebenenfalls zu unterzeichnenden Dokumente dabei schon mit übermittelt werden müssen.

## Andere Anbieter
Auch andere Versandunternehmen in Deutschland, Österreich und in der Schweiz bieten ähnliche Identifikationsverfahren an, siehe die Übersicht im Eintrag Identitätsfeststellung.